# 阿卜杜勒·卡迪尔号战列舰
“阿卜杜勒·卡迪尔”号（土耳其語：Abdül Kadir）是一艘前无畏战舰，于1892年在君士坦丁堡的帝国兵工厂为奥斯曼海军建造。本舰是奥斯曼帝国订购的第一艘此类舰船，也是十多年来奥斯曼帝国建造的第一艘主力舰。本舰计划装备四门28（11英寸）火炮，装甲带厚度为230（9.1英寸）。由于缺乏资金，本舰的建造进度非常缓慢；两年之后，只建造好了舰体的框架，而到1906年停止建造时，舰体只部分完成了外板安装。在漫长的建造过程中，龙骨支撑发生移位，导致结构变形无法继续建造。这艘未完工的战列舰最终于1909年被拆解报废。

## 设计
“阿卜杜勒·卡迪尔”号本应是奥斯曼帝国海军的第一艘前无畏舰。本舰是19世纪60年代至70年代间建造的一系列铁甲舰的后续成果。1876年苏丹穆拉德五世被废黜，奥斯曼帝国海军在政变中发挥了积极作用，最终促使阿卜杜勒·哈米德二世登上了王位。因此，新苏丹对海军产生了疑虑，并试图通过停止提供资金并在接下来的十年里不订购新的主力舰来削弱海军的实力。然而，到了19世纪80年代末，他的前任所建造的海军舰只很快就过时了。尤其是与英国皇家主权级战列舰等外国设计相比。
奥斯曼海军的主要竞争对手希腊海军于1885年订购了三艘长蛇座级铁甲舰。这些舰船虽然比不上老式的奥斯曼帝国铁甲舰，但却比奥斯曼帝国舰船的战备状态好得多，后者都被闲置在马尔马拉海而几乎没有得到有效的维护。1890年，奥斯曼帝国政府批准了一项大型造舰计划，其中包括两艘以12,500公噸（12,300長噸；13,800短噸）的法国“奥什”号为基础的战列舰，以及数艘巡洋舰和小型舰只。两艘类奥什级战列舰并未正式建造，取而代之的是于同年订购了一艘较小的军舰，并命名为“阿卜杜勒·卡迪尔”号。与年迈的中央炮台铁甲舰“梅苏迪耶”号一样，“阿卜杜勒·卡迪尔”号本应成为奥斯曼帝国海军中最大的舰船之一。

### 常规参数和装甲
“阿卜杜勒·卡迪尔”号长103.63（340英尺），舷宽19.81（65英尺），吃水深度为7.16米（23.5英尺）。根据设计，其排水量为8,100公噸（8,000長噸；8,900短噸）。舰载动力来自一对垂直三胀式蒸汽机，每台蒸汽机都驱动一具螺旋桨，蒸汽由六台燃煤锅炉提供，这些锅炉通过两根烟囱进行排气。发动机和锅炉都是由奥斯曼帝国的帝国兵工厂制造的。发动机估计的额定功率为12,000匹指示馬力（8,900千瓦特），预期最高速度为18節（33每小時；21英里每小時）。本舰的载煤量为600公噸（590長噸；660短噸）。
“阿卜杜勒·卡迪尔”号本应拥有厚度为230（9.1英寸），宽度为2（6英尺7英寸）的装甲带。主装甲带上方的上层甲板没有任何装甲保护。连接装甲带两端的横向舱壁应为105（4.1英寸）厚。其主炮安装在厚度为150（5.9英寸）的炮塔。

### 武器
德国克虏伯公司已获得供应该舰武器装备的合同。“阿卜杜勒·卡迪尔”号设计配备主炮为四门283（11.1英寸）火炮，安装在中心线上两座双联装炮塔中，分别位于舰体前部和后部。副炮组原计划由6门安装在炮廓内的150（5.9英寸）炮。对鱼雷艇的近距离防御由8门88（3.5英寸）/30速射炮和8门37（1.5英寸）速射炮，全部安装于单个炮架上。其武器装备还包括6具位于水面以上的533（21英寸）鱼雷发射管。到1904年，计划案中的武器装备被进行了修改，283毫米火炮被4门203（8英寸）单炮塔火炮取代，150毫米火炮的数量被增加到10门。88毫米火炮被76.2（3英寸）毫米火炮取代，37毫米火炮增加到10门，而两具鱼雷发射管已被移除。

## 建造
“阿卜杜勒·卡迪尔”号于1892年10月在君士坦丁堡的帝国兵工厂铺设龙骨。建造者没有使用真正的船台，而是简单地在船厂附近的空地上铺设龙骨，仅使用少量木梁支撑结构。用于建造铁甲舰“哈米迪耶”号的船台由于某种原因未被使用。至1895年，舰体的钢框架已竖立起来，但由于奥斯曼帝国预算长期紧张，工程进展非常缓慢且频繁停工。例如在1897年，工程曾一度停顿，当时的杂志《海军与陆军画报》预测该舰将不会完工。这一时期在奥斯曼帝国类似的大型建设项目也因缺乏资金而失败。由于奥斯曼海军在1897年希土战争中表现不佳，在此之后启动的重大建设计划也因无法为新舰艇筹集资金而陷入停滞。1906年，当“阿卜杜勒·卡迪尔”号的修建工程最后一次停止时，舰体仅安装了部分镀板。此时，建造时支撑舰体的支架已经被发现有位移，导致龙骨结构受损。因此，这艘未完工的船于1909年在船台上被拆解。

## 脚注
1. 1 2 3 4 5  Lyon (1979)，第391頁.
2. 1 2  Lyon (1979)，第388–391頁.
3. ↑  Lyon (1979)，第32頁.
4. ↑  Lyon (1979)，第382頁.
5. 1 2  Robinson (1897)，第186頁.
6. ↑  Gardiner & Gray (1985)，第387頁.
7. 1 2 3 4 5  Langensiepen & Güleryüz (1995)，第140頁.
8. ↑  Keltie & Renwick (1902)，第1146頁.
9. ↑  Sturton (2020)，第155頁.